# Walter Dörr
Walter Martin Dörr (* 3. November 1925 in Heilbronn; † 15. Juni 2013 ebenda) war ein deutscher Elektroingenieur, Hochschullehrer und Kommunalpolitiker. Von 1977 bis 1989 war er Rektor der Fachhochschule Heilbronn.

## Leben
Dörr wurde als zweiter Sohn des Heilbronner Kaufmanns Karl Dörr und seiner Frau Sofie geb. Böhringer geboren. Er wuchs in Heilbronn auf und besuchte dort ab 1932 die Grundschule, ab 1936 die dortige Oberrealschule.
1943 wurde er zur Wehrmacht eingezogen und diente als Soldat im Zweiten Weltkrieg in Frankreich, Norwegen, Dänemark und zuletzt in Tschechien. Das Kriegsende erlebte er im Mai 1945 in Prag. Ihm gelang die Flucht nach Deutschland, und im Juli 1945 traf er wieder in seiner zerstörten Heimatstadt ein, wo er beim Wiederaufbau seines Elternhauses mithalf.
Im Wintersemester 1945/1946 begann er ein Studium der Elektrotechnik an der Technischen Hochschule Stuttgart, das er als Diplom-Ingenieur  abschloss. Sofort nach Ende des Studiums begann er bei der Stuttgarter Aufzugfabrik Stahl (heute ThyssenKrupp Elevator in Neuhausen auf den Fildern) zu arbeiten, wo er Aufzüge und Aufzugmotoren entwickelte. Seine Arbeit an Aufzugmotoren brachte ihn in Verbindung mit der Loher GmbH (heute Siemens) in Ruhstorf an der Rott, zu der er 1953 wechselte. Er arbeitete dort weiter im Bereich Aufzugmotoren. 1956 reichte er an der TH Stuttgart seine Dissertation zum Antrieb des modernen Treibscheibenaufzuges ein, mit der er 1959 zum Dr.-Ing. promoviert wurde.
Er wechselte dann  zur 1961 neu gegründeten Staatlichen Ingenieurschule Heilbronn, aus der 1971 die Fachhochschule Heilbronn hervorging, die heutige Hochschule Heilbronn. Dörr war dort Professor und von 1977 bis 1989 Rektor der Fachhochschule. In seiner zwölfjährigen Amtszeit als Rektor setzte sich Dörr für einen Erweiterungsbau und für neue Fachbereiche wie Touristik, Elektronik und Weinbau ein, die dazu führten, dass sich die Studentenzahl der einstigen Ingenieurschule in dieser Zeit verdreifachte, und die Existenz der Hochschule für die Zukunft sicherten.
Nach dem Eintritt in den Ruhestand war Dörr von 1989 bis 1995 für die Freien Wähler Mitglied des Heilbronner Gemeinderats, von 1988 bis 2005 Kreisvorsitzender der Europa-Union Deutschland sowie Partnerschaftsbeauftragter des Heilbronner Lions-Clubs. Er engagierte sich auch kirchlich, war schon vor dem Ruhestand Kirchengemeinderat der Heilbronner Südgemeinde und zeitweise Vorsitzender des evangelischen Gesamtkirchengemeinderats Heilbronn. Außerdem war er Vorstandsmitglied im 2000 gegründeten Verein für die Kilianskirche, der sich für die Sanierung der Heilbronner Kilianskirche engagiert.

## Privates
Aus Dörrs Ehe mit seiner Frau Johanna (1922–2013) gingen zwei Kinder hervor, darunter der Sohn Wilfried Dörr (* 3. Dezember 1954 in Fürstenzell), der Weinbau und Getränketechnologie studierte.

## Auszeichnungen
Dörr erhielt 1985 den Ehrenring der Stadt Heilbronn und 1990 die Verdienstmedaille des Landes Baden-Württemberg. 2005 erhielt er das Bundesverdienstkreuz am Bande. Er erhielt außerdem das Kronenkreuz der Diakonie sowie die IHK-Ehrenmedaille und ist Ehrenvorsitzender der Europa-Union Heilbronn.